# Юго-Восточный дивизион (НХЛ)
Юго-Восточный дивизион Национальной хоккейной лиги был сформирован в 1998 году как часть Восточной конференции в результате расширения. Существовал в течение 14 сезонов (не считая локаута в сезоне 2004/2005) до переформирования лиги в 2013 году. Дивизион был предназначен главным образом для команд Северо-Востока США. Его первоначальными членами были «Вашингтон Кэпиталз», «Каролина Харрикейнз», «Тампа-Бэй Лайтнинг» и «Флорида Пантерз». «Атланта Трэшерз» присоединились к дивизиону в результате расширения в 1999 году. Переезд «Трэшерз» в Виннипег в 2011 году и переименование клуба в «Виннипег Джетс» вызвало разговоры о переформировании лиги; последние два сезона «Джетс» по-прежнему играли в Юго-Восточном дивизионе.

## Состав дивизиона

### 1998–1999
- «Вашингтон Кэпиталз»
- «Каролина Харрикейнз»
- «Тампа-Бэй Лайтнинг»
- «Флорида Пантерз»

#### Изменения после сезона 1997/1998
- «Вашингтон Кэпиталз», «Тампа-Бэй Лайтнинг» и «Флорида Пантерз» перешли из Атлантического дивизиона
- «Каролина Харрикейнз» перешли из Северо-Восточного дивизиона

### 1999–2011
- «Атланта Трэшерз»
- «Вашингтон Кэпиталз»
- «Каролина Харрикейнз»
- «Тампа-Бэй Лайтнинг»
- «Флорида Пантерз»

#### Изменения после сезона 1998/1999
- «Атланта Трэшерз» была добавлена в результате расширения лиги

### 2011–2013
- «Вашингтон Кэпиталз»
- «Виннипег Джетс»
- «Каролина Харрикейнз»
- «Тампа-Бэй Лайтнинг»
- «Флорида Пантерз»

#### Изменения после сезона 2010/2011
- «Атланта Трэшерз» объявили о своём переезде в Виннипег и переименовании в «Джетс». Клуб оставался в дивизионе в сезонах 2011/2012 и 2012/2013.

### Переформирование в 2013 году
Юго-Восточный дивизион прекратил своё существование после того как лига была переформирована в две конференции по два дивизиона в каждой. «Виннипег Джетс» перешли в Центральный дивизион Западной конференции. «Флорида Пантерз» и «Тампа-Бэй Лайтнинг» перешли в Атлантический дивизион. «Вашингтон Кэпиталз» и «Каролина Харрикейнз» перешли в новообразованный Столичный дивизион.

## Победители дивизиона
- 1999 — Каролина Харрикейнз
- 2000 — «Вашингтон Кэпиталз»
- 2001 — «Вашингтон Кэпиталз»
- 2002 — «Каролина Харрикейнз»
- 2003 — «Тампа-Бэй Лайтнинг»
- 2004 — «Тампа-Бэй Лайтнинг»
- 2005 — сезон не проводился
- 2006 — «Каролина Харрикейнз»
- 2007 — «Атланта Трэшерз»
- 2008 — «Вашингтон Кэпиталз»
- 2009 — «Вашингтон Кэпиталз»
- 2010 — «Вашингтон Кэпиталз»
- 2011 — «Вашингтон Кэпиталз»
- 2012 — «Флорида Пантерз»
- 2013 — «Вашингтон Кэпиталз»

### Результаты по сезонам
| Сезон     | 1-е                               | 2-е                               | 3-е                               | 4-е                               | 5-е                               |
| --------- | --------------------------------- | --------------------------------- | --------------------------------- | --------------------------------- | --------------------------------- |
| 1998/1999 | Каролина (86)                     | Флорида (78)                      | Вашингтон (68)                    | Тампа-Бэй (47)                    |                                   |
| 1999/2000 | Вашингтон (102)                   | Флорида (98)                      | Каролина (84)                     | Тампа-Бэй (54)                    | Атланта (39)                      |
| 2000/2001 | Вашингтон (96)                    | Каролина (88)                     | Флорида (66)                      | Атланта (60)                      | Тампа-Бэй (59)                    |
| 2001/2002 | Каролина (91)                     | Вашингтон (85)                    | Тампа-Бэй (69)                    | Флорида (60)                      | Атланта (54)                      |
| 2002/2003 | Тампа-Бэй (93)                    | Вашингтон (92)                    | Атланта (74)                      | Флорида (70)                      | Каролина (61)                     |
| 2003/2004 | Тампа-Бэй (106)                   | Атланта (78)                      | Каролина (76)                     | Флорида (75)                      | Вашингтон (59)                    |
| 2004/2005 | Сезон не проводился из-за локаута | Сезон не проводился из-за локаута | Сезон не проводился из-за локаута | Сезон не проводился из-за локаута | Сезон не проводился из-за локаута |
| 2005/2006 | Каролина (112)                    | Тампа-Бэй (92)                    | Атланта (90)                      | Флорида (85)                      | Вашингтон (70)                    |
| 2006/2007 | Атланта (97)                      | Тампа-Бэй (93)                    | Каролина (88)                     | Флорида (86)                      | Вашингтон (70)                    |
| 2007/2008 | Вашингтон (94)                    | Каролина (92)                     | Флорида (85)                      | Атланта (76)                      | Тампа-Бэй (71)                    |
| 2008/2009 | Вашингтон (108)                   | Каролина (97)                     | Флорида (93)                      | Атланта (76)                      | Тампа-Бэй (66)                    |
| 2009/2010 | Вашингтон (121)                   | Атланта (83)                      | Каролина (80)                     | Тампа-Бэй (80)                    | Флорида (77)                      |
| 2010/2011 | Вашингтон (107)                   | Тампа-Бэй (103)                   | Каролина (91)                     | Атланта (80)                      | Флорида (72)                      |
| 2011/2012 | Флорида (94)                      | Вашингтон (92)                    | Тампа-Бэй (84)                    | Виннипег (84)                     | Каролина (82)                     |
| 2012/2013 | Вашингтон (57)                    | Виннипег (51)                     | Каролина (42)                     | Тампа-Бэй (40)                    | Флорида (36)                      |

- Зелёным цветом выделены команды, квалифицировавшиеся в плей-офф

## Обладатели Кубка Стэнли
- 2004 — «Тампа-Бэй Лайтнинг»
- 2006 — «Каролина Харрикейнз»

## Обладатели Президентского Кубка
- 2010 — «Вашингтон Кэпиталз»

## Победы в дивизионе по командам
| Команда               | Число побед | Последняя победа |
| --------------------- | ----------- | ---------------- |
| «Вашингтон Кэпиталз»  | 7           | 2013             |
| «Каролина Харрикейнз» | 3           | 2006             |
| «Тампа-Бэй Лайтнинг»  | 2           | 2004             |
| «Атланта Трэшерз»     | 1           | 2007             |
| «Флорида Пантерз»     | 1           | 2012             |
| «Виннипег Джетс»      | 0           | —                |